# Montoya (Familienname)
Montoya ist ein spanischer Familienname.

## Namensträger
- Abraham Escudero Montoya (1940–2009), kolumbianischer Geistlicher, Bischof von Palmira
- Al Montoya (* 1985), US-amerikanischer Eishockeytorwart
- Antonio Ruiz de Montoya (1583–1653), peruanischer Jesuit und Missionar bei den Guaraní-Indianern
- Carlos Montoya (1903–1993), spanischer Flamenco-Gitarrist
- Carlos Navarro Montoya (* 1966), kolumbianischer Fußballspieler und -trainer
- Coco Montoya (* 1951), US-amerikanischer Bluesmusiker, Gitarrist
- Daniel Montoya (* 1978), deutscher Schauspieler und Synchronsprecher
- Daniela Montoya Quiroz (* 1990), kolumbianische Fußballspielerin
- Eduardo Bustos Montoya (* 1976), argentinischer Fußballspieler
- Elba Rosa Pérez Montoya (* 1960), kubanische Politikerin
- Enrique Montoya (1928–1993), spanischer Flamenco-Künstler
- Gabriel Montoya (1868–1914), französischer Lyriker und Chansonnier
- Guillermo Orozco Montoya (* 1946), kolumbianischer Geistlicher, Bischof von Girardota
- Gustavo Montoya (1905–2003), mexikanischer Künstler
- Jesús Montoya (* 1963), spanischer Radrennfahrer
- José Montoya († 2013), US-amerikanischer Dichter
- Joseline Montoya (* 2000), mexikanische Fußballspielerin
- Joseph Montoya (1915–1978), US-amerikanischer Politiker
- Juan Montoya (Radsportler) (1932–??), guatemaltekischer Radrennfahrer
- Juan Manuel Fernández Montoya (* 1982), spanischer Flamencotänzer, siehe Farruquito
- Juan Pablo Montoya (* 1975), kolumbianischer Automobilrennfahrer
- Julia Alcayde y Montoya (1885–1939), spanische Malerin
- Julián Montoya (* 1993), argentinischer Rugby-Union-Spieler
- Julio María Elías Montoya (* 1945), spanischer Ordensgeistlicher, Apostolischer Vikar von El Beni o Beni
- Laura Montoya (1874–1949), römisch-katholische Ordensschwester und Ordensgründerin
- Lorenzo Montoya (* 1985), US-amerikanisches Opfer eines Justizirrtums, siehe Mordurteil gegen Lorenzo Montoya
- Luis Armando Montoya Navarro (* 2000), mexikanischer Badmintonspieler
- Luis Montoya (Fußballspieler) (* 1951), mexikanischer Fußballspieler
- Luis Montoya (Fußballtrainer) (* 1961), kolumbianischer Fußballtrainer
- Manuel Montoya Fernández (1959–2024), spanischer Handballtrainer
- María Montoya (* 1998), kolumbianische Leichtathletin
- Maria Montoya Martinez (1885–1980), indianische Keramik-Künstlerin und Töpferin
- Martín Montoya (* 1991), spanischer Fußballspieler
- Matilde Montoya (1859–1938), mexikanische Medizinerin
- Néstor Montoya (1862–1923), US-amerikanischer Politiker
- Óscar Osvaldo García Montoya, mutmaßlicher mexikanischer Verbrecher
- Pascual Benjamín Rivera Montoya (* 1964), mexikanischer Ordensgeistlicher, Prälat von Huamchuco
- Ramón Montoya (1880–1949), spanischer Flamenco-Komponist und Flamenco-Gitarrist
- Raphaël Montoya (* 1995), französischer Triathlet
- Reynel Montoya (* 1959), kolumbianischer Radrennfahrer
- Rodolfo Montoya (* 1954), mexikanischer Fußballspieler
- Rubén Montoya (* 1940), argentinischer Fußballtorhüter
- Rubén Darío Jaramillo Montoya (* 1966), kolumbianischer Geistlicher, römisch-katholischer Bischof von Buenaventura
- Santos Montoya Torres (* 1966), spanischer Geistlicher, römisch-katholischer Bischof von Calahorra y La Calzada-Logroño
- Sebastián Montoya (* 2005), kolumbianischer Automobilrennfahrer
- Shainer Rengifo Montoya (* 2002), kubanischer Sprinter
- Theo Montoya (* 1992), kolumbianischer Filmregisseur, Kameramann, Produzent und Drehbuchautor.
- Víctor Montoya (* 1958), bolivianischer Schriftsteller